# Lemuria (album)
Pour les articles homonymes, voir Lemuria.
Albums de Therion
Live in Midgård
(2002) Sirius B
(2004)
Lemuria est le onzième album du groupe suédois de death metal symphonique Therion, publié le 24 mai 2004 par Nuclear Blast.

## Liste des chansons
Toute la musique est composée par Christofer Johnsson.
| No  | Titre                                                                | Durée |
| --- | -------------------------------------------------------------------- | ----- |
| 1.  | Typhon                                                               | 4:36  |
| 2.  | Uthark Runa                                                          | 4:41  |
| 3.  | Three Ships of Berik, Pt. 1: Calling to Arms and Fighting the Battle | 3:19  |
| 4.  | Three Ships of Berik, Pt. 2: Victory!                                | 0:44  |
| 5.  | Lemuria                                                              | 4:15  |
| 6.  | Quetzalcoatl                                                         | 3:47  |
| 7.  | The Dreams of Swedenborg                                             | 4:58  |
| 8.  | An Arrow from the Sun                                                | 5:54  |
| 9.  | Abraxas                                                              | 5:21  |
| 10. | Feuer Overtüre/Prometheus Entfesselt                                 | 4:39  |